# Meget mere Matador
Meget mere Matador er en podcast fra DR om tv-serien Matador, præsenteret af Cecilie Nielsen, der her diskuterer seriens afsnit sammen med indbudte gæster. Podcasten blev startet i 2017 i forbindelse med at den restaurerede udgave blev sendt på DR 1. I næsten alle afsnit medvirker Janus Madsen, der står bag hjemmesiden Matadoronline.dk og tre Matador-kortspil.
I hvert afsnit af den første sæson, der blev lanceret af to omgange i hhv. 2017 og 2018, blev hvert enkelt af seriens episoder diskuteret. I 2020 kom anden sæson, der bestod af fire afsnit, hvor et bestemt emne blev diskuteret på tværs af alle episoderne, hvor nogle af emnerne var aktuelle i forhold til, hvad der var sket i løbet af året. Dette blev gentaget i 2021-2023 med nye emner.
I introen forlyder det at "ingen detaljer er for små, og ingen teorier er for langt ude", og der bliver i løbet af serien fremsat forskellige teorier om karakterernes gøren og laden. En af de mest omtalte er teorien om Misse Møhge med overlæg har fået skaffet lærer Andersen af vejen efter deres bryllup for at kunne blive enkefrue ligesom sin mor.
Hver gang der kommer en ny gæst i podcasten skal de først svare på, hvor mange gange de har set serien. Dette strækker sig fra 3 gange til langt over 20 gange.
Allerede ved første halvdel af sæson 1 blev podcasten meget populær, særligt blandt unge mennesker.

## Afsnit

### Sæson 1 (2017-2018)
| Afsnit | Titel                                                   | Længde     | Medvirkende |
| ------ | ------------------------------------------------------- | ---------- | --- |
| 1      | "Episode 1"                                             | 31 min.    | Janus Madsen Vincent Hendricks (professor i filosofi) Cecilie Cedergren (religionssociolog)                                                                   |
| 2      | "Episode "                                              | 26 min.    | Janus Madsen Lars Løkke Rasmussen (daværende statsminister) Julie Sommerlund (prodekan for Journalisthøjskolen) Thomas Sode (filmnørd)                        |
| 3      | "Episode "                                              | 32 min.    | Janus Madsen Sarah Skarum (journalist) Vincent Hendricks (professor i filosofi)                                                                               |
| 4      | "Episode 4"                                             | 28 min.    | Janus Madsen Sarah Skarum (journalist) Cecilie Cedergren (religionssociolog)                                                                                  |
| 5      | "Episode 5"                                             | 27 min.    | Janus Madsen Morden May (standupkomiker og dramaturg) Tony Scott (radiovært på Go' Morgen P3)                                                                 |
| 6      | "Episode 6"                                             | 28 min.    | Anne-Marie Langhorn (regerende Danmarksmester i Matador) Sarah Skarum (journalist på Berlingske) Thomas Sode (filmnørd)                                       |
| 7      | "Episode 7"                                             | 34 min.    | Janus Madsen Anne Bakland (komiker) Thomas Sode (filmnørd) |
| 8      | Lise Nørgaard - interview med Matadors 100-årige skaber | 38 min.    | Lise Nørgaard, skaber af Matador |
| 9      | "Episode 8"                                             | 32 min.    | Janus Madsen Tony Scott (radiovært) Anne Bakland (komiker) |
| 10     | "Episode 9"                                             | 35 min.    | Janus Madsen Sarah Skarum (journalist) Katja Holm (formand for Dansk Skuespillerforbund)                                                                      |
| 11     | "Episode 10"                                            | 33 min.    | Janus Madsen Frederik Cilius (radiovært) Sarah Skarum (journalist)                                                                                            |
| 12     | "Episode 11"                                            | 38 min.    | Janus Madsen Nikolaj Stokholm (stand-up komiker) Cecilie Cedergren (religionssociolog)                                                                        |
| 13     | "Episode 12"                                            | 46 min.    | Janus Madsen Anne Bakland (komiker) Tony Scott (radiovært) |
| 14     | "Episode 13"                                            | 46 min.    | Janus Madsen Anne Bakland (komiker) Mathias Bundgaard (vært på podcasten Rejseholdet - Resten)                                                                |
| 15     | "Episode 14"                                            | 43 min.    | Janus Madsen Tony Scott (Vært på Go' morgen P3) Frederik Korfix (Vært på P8 Jazz)                                                                             |
| 16     | "Episode 15"                                            | 45 min.    | Janus Madsen Cecilie Cedergren (religionssociolog) Nikolaj Stokholm (komiker)                                                                                 |
| 17     | "Episode 16"                                            | 45 min.    | Janus Madsen Anton Høst (journaliststuderende) Sarah Skarum (journalist på Berlingske)                                                                        |
| 18     | "Episode 17"                                            | 47 min.    | Janus Madsen Anne Bakland (komiker) Nikolaj Stokholm (komiker)                                                                                                |
| 19     | "Episode 18"                                            | 1 t 3 min. | Janus Madsen Anne Bakland (komiker) Tony Scott (vært på Go' morgen P3) Sarah Skarum (journalist på Berlingske) Thomas Sode (fotograf og Erik Balling-ekspert) |
| 20     | "Episode 19"                                            | 49 min.    | Janus Madsen Thomas Sode (fotograf og Erik Balling-ekspert) Mathias Helt (vært på Er du Sunshine, Radio24syv)                                                 |
| 21     | "Episode 20"                                            | 44 min.    | Janus Madsen Hilda Heick (sangerinde) Mathias Bundgaard (vært på podcasten Rejseholdet - Resten)                                                              |
| 22     | "Episode 21"                                            | 50 min.    | Janus Madsen Mikkel Frey Damgaard (journalist) Anne Bakland (komiker)                                                                                         |
| 23     | "Episode 22"                                            | 47 min.    | Janus Madsen Julie Aagaard (musiker aka. Kill J) Tony Scott (vært på Go' morgen P3)                                                                           |
| 24     | "Episode 23"                                            | 50 min.    | Janus Madsen Mikkel Frey Damgaard (journalist) Anton Høst (journaliststuderende)                                                                              |
| 25     | "Episode 24"                                            | 1 t 5 min. | Janus Madsen Lars Løkke Rasmussen (daværende statsminister) Anne Bakland (komiker) Tony Scott (Vært på Go' morgen P3) Sarah Skarum (journalist på Berlingske) |

### Sæson 2 (2020)
| Afsnit | Titel                              | Længde      | Medvirkende | Kommentar |
| ------ | ---------------------------------- | ----------- | --- | --- |
| 1      | "Maude og Bacillerne"              | 57 min.     | Janus Madsen Sarah Skarum (journalist på Politiken) Adrian Hughes (radiovært og journalist, P1)                                                 | Hvorfor agerer Maude som hun gør? Cecilie Nielsen og Janus Madsen har desuden fremstillet er bilkortspil, som Adrian og Sarah afprøver                                            |
| 2      | "Krænkelser i Korsbæk?"            | 57 min.     | Janus Madsen Julie Aagaard (musiker aka. Kill J og journalist) Julie Lindhardt Høimark (journalist og radioproducer, Radio 4)                   | Igangsat af en række krænkelsessager i løbet af året i forbindelse med Me Too. Krænker Hans Christian Varnæs Ulla?                                                                |
| 3      | "Jul og tro i Matador"             | 59 min.     | Janus Madsen Cecilie Cedergren (religionssociolog) Anne Bakland (komiker) Sarah Skarum (journalist på Politiken)                                | Juletraditioner i de forskellige hjem. Religionens betydning for de forskellige karakterer.                                                                                       |
| 4      | "Skål! for den nye Varnæs Special" | 1 t 20 min. | Janus Madsen Tony Scott (journalist og reklamemand) Mikkel Frey Damgaard (journalist og forfatter) Gæsteoptræden: Kasper Riewe Høgh (bartender) | De medvirkende starter med en drukleg, hvor de skal sige en type alkohol, som nævnes i serien. I afsnittet gav bartenderen Kasper Riewe Høgh et bud på cocktailen Varnæs special. |

### Sæson 3 (2021)
| Afsnit | Titel                                          | Længde      | Medvirkende | Kommentar |
| ------ | ---------------------------------------------- | ----------- | --- | --- |
| 1      | "Glemte notater og fordækte aftaler i Korsbæk" | 1 t min.    | Janus Madsen Jesper Olesen (formand for Transparency International Danmark) Tony Scott (journalist og radiovært)                                 | Rådhusaffæren bliver grundigt gennemgået. Hvem ved hvad, og hvor meget styrer Godtfred Lund Søgemaskinen som forsvandt 1/3                                               |
| 2      | "Iværksætteri, penge og forretning"            | 1 t         | Janus Madsen Casper Schrøder (DR's økonomikorrespondent) Sarah Skarum (journalist på Politiken)                                                  | Mads' opbygning af Skjerns Magasin og Agnes Jensen forretning. Søgemaskinen som forsvandt 2/3                                                                            |
| 3      | "Far, mor og alt for få børn"                  | 1 t 10 min. | Janus Madsen Gry Jexen (historiker og forfatter) Mikkel Frey Damgaard (journalist) Via tlf. Mette Byriel-Thygesen (historiker på Nationalmuseet) | Forholdende mellem forældre og børn i tre familie diskuteres: - Røde og Agnes - Maude og Regitze - Ingeborg og Ellen (og måske lidt Mads) Søgemaskinen som forsvandt 3/3 |
| 4      | "Pels, Pels, Pels"                             | 49 min.     | Janus Madsen Anne Bakland (komiker) Sarah Skarum (journalist på Politiken) Gæsteoptræden: Ulla Houmann (kostumier)                               | Ulla Houmann, der var kostumier på Matador, fortæller om pelsen fra "Komme fremmede", hvor Maude og Ingeborg kommer til Ernst Nyborgs fernisering i ens pelsfrakker.     |

### Sæson 4 (2022)
| Afsnit | Titel                            | Længde      | Medvirkende | Kommentar |
| ------ | -------------------------------- | ----------- | --- | --- |
| 1      | "Matador med AI-briller"         | 1t 13 min.  | Janus Madsen Gry Jexen (Historiker og forfatter) Karen Lerbech (journalist) Cæcilie Bach Kjærulf (Data-scientist)                            | En kunstig intelligens har set på hvem der er mest på skærmen, hvilket humør de er i og hvilke sociale cirkler personerne bevæger sig i. |
| 2      | "Meget mere magt(fuldkommenhed)" | 1 t 7 min.  | Janus Madsen Michael Vindfeldt (socialdemokratisk borgmester på Frederiksberg) Jesper Olsen (formand for Transparency International Danmark) | Hvor bruger karaktererne magt. |
| 3      | "Herbert, Herbert, Herbert"      | 1 t 23 min. | Janus Madsen Mikkel Frey Damgaard (Journalist og forfatter) Anne Bakland (komiker)                                                           | Om Herbert Schmidt |
| 4      | "Det er tiderne!"                | 1 t 10 min. | Janus Madsen Tony Scott (radiovært) Sarah Skarum (journalist) Casper Schrøder (økonomikorrespondent på DR)                                   | Kriser i Korsbæk; Depressionen oven på slut 20'erne og anden verdenskrig.                                                                |

### Sæson 5 (2023)
| Afsnit | Titel                              | Længde      | Medvirkende                                                                                       | Kommentar                                                                                           |
| ------ | ---------------------------------- | ----------- | ------------------------------------------------------------------------------------------------- | --------------------------------------------------------------------------------------------------- |
| 1      | "Død over Korsbæk"                 | 1t 18 min.  | Janus Madsen Tony Scott (radiovært) Jesper Olsen (formand for Transparency International Danmark) | Forskellige karakterer, som dør i serien                                                            |
| 2      | "Bierne og blomsterne"             | 1 t 18 min. | Janus Madsen Anne Bakland (komiker) Mette Byriel-Thygesen (museumsinspektør på Nationalmuseet)    | Abort i Korsbæk. Kunne Dr. Hansen have udført aborter?                                              |
| 3      | "Arbejdet bærer lønnen i sig selv" | 1 t 24 min. | Janus Madsen Mikkel Frey Damgaard (Journalist og forfatter) Anne Bakland (komiker)                | Arbejdsmoral i Korsbæk                                                                              |
| 4      | "Test, Test, Test"                 | 1 t 1 min.  | Janus Madsen Sarah Skarum (journalist) Nikolaj Stokholm (stand-up komiker)                        | Nielsen og Madsen har udviklet en test for at finde ud af, hvilken karakter(er) man minder mest om. |